# Peucedanum camerunense
Espèce
Peucedanum camerunense Jacq.-Fél. est une espèce de plantes à fleurs de la famille des Apiaceae selon la classification phylogénétique. Cette plante herbacée fut trouvée et décrite pour la première fois au Gabon en 1962 et se développe dans d'autres pays d'Afrique centrale comme le Cameroun.